# Ivan Mitchourine
Pour les articles homonymes, voir Mitchourine.
Ivan Vladimirovitch Mitchourine (en russe : Иван Владимирович Мичурин), né le 15/27 octobre 1855 à Dolgoïe (aujourd'hui Mitchourovka, oblast de Riazan) et mort le 7 juin 1935 à Kozlov (aujourd'hui Mitchourinsk, oblast de Tambov), est un pépiniériste arboriculteur  soviétique, agronome autodidacte, membre honoraire de l'Académie des sciences d'URSS (1935) et de l'Académie d'agronomie Lénine (1935).

## Biographie
Sur bien des points cruciaux — et notamment à propos de la découverte du travail de Mitchourine par les autorités soviétiques —, la biographie de Michourine n'offre que de vagues informations.
Né en 1855 dans une famille qui comptera six autres enfants, tous morts en bas âge, il perd sa mère alors qu'il n'a pas encore cinq ans. Son arrière-grand-père était un horticulteur connu de la province de Kagoula. Son grand-père et son père, bien que militaires, manifestèrent toujours un vif intérêt pour l'horticulture. Élevé dans le domaine paternel de Vernicha, il fait preuve dès son enfance d'une véritable passion pour tout ce qui concernait les plantes. Il termine ses études secondaires à Pronsk, mais doit renoncer à entrer au lycée de Pétersbourg, à la suite du retour de fortune de son père : à 14 ans, pour gagner sa vie il se fait embaucher comme employé des chemins de fer à la gare de Koslov. En 1874 il obtient de l'avancement ; par la suite il deviendra sous-chef de gare. À 19 ans il épouse Alexandra Vassilievna Petrouchina, fille d'ouvrier. En 1875, toujours simple employé du chemin de fer mais passionné de botanique, Mitchourine loue un lopin de terre de 500 mètres carrés non loin de Tambov où il commence à collectionner les plantes, et commence ses recherches en pomologie et en sélection. En 1888 il fait l'acquisition d'un terrain de 13 hectares où il transfère un an plus tard sa collection. Ses cultures prenant de l'extension, il abandonne (dix ans plus tard) son emploi de cheminot pour s'installer pépiniériste. En 1900 il transfère une nouvelle et dernière fois sa pépinière sur un terrain plus favorable et plus proche de la ville. Sa femme, qui l'aidait dans son travail (tout comme sa belle-sœur et une nièce), meurt dans une épidémie de choléra durant l'été 1915.
En 1905, année de la révolution de 1905 il propose au département à l'agriculture du tsar de l'aider à développer de nouvelles variétés de fruits pour le bien du pays. Mitchourine reçoit une réponse deux ans et demi plus tard ; l'offre qui lui est faite ne correspond pas à ses attentes ; d'autres correspondances s'ensuivent.
En 1911 et en 1913, il reçoit la visite de Frank Meyer désireux de lui acheter des plants pour le compte de l'USDA (Département de l'Agriculture des États-Unis) : la négociation n'aboutit pas.
Antérieurement à 1914, Mitchourine a pu visiter des jardins à l'étranger et notamment l'ancien verger du roi à Versailles.
Dès 1917, il se met à la disposition du commissariat du Peuple et, en 1919, sa pépinière est déclarée « propriété d'État ».
En 1920, il prend pour la première fois un assistant, un agronome, I. Gorchkov, qui installe en 1921 une seconde pépinière pour procéder ä la multiplication en grand des nouvelles variétés (en 1929 cette « section de reproduction » occupe une surface de 158 hectares).
En 1921, Mitchourine rencontre Vavilov avec lequel il entretient une amitié jusqu'à la fin de sa vie(les critiques que formule ultérieurement Vavilov à l'encontre des thèses défendues par Lyssenko et Mitchourine seraient toutefois la cause de l'arrestation de Vavilov). En 1923 Vavilov donne des instructions afin d'étudier les réalisations de Mitchourine. Vavilov lui-même reçoit des collaborateurs de Mitchourine dans son Institut (Pavel N. Yakovlev, A.V. Petrov et F.K. Teterev) pour y poursuivre leurs travaux sur les hybrides.
Dans les derniers mois de 1922, juste après la fin de la révolution russe, Lénine soulignant l'intérêt des travaux de Mitchourine fait prendre des mesures pour lui venir en aide. Le 11 septembre 1922, Mikhaïl Kalinine rend visite à Mitchourine à la demande expresse de Lénine.
Dans le sillage de la première exposition agricole de l'URSS, le 14 octobre 1923 l’Izvestia rend public le dilemme auquel seraient confrontés Mitchourine et Gorchkov par un article intitulé « Koslov ou Washington ? » .
Le 20 novembre 1923, un décret du Conseil des commissaires du peuple transforme en établissement de recherche scientifique la pépinière de Mitchourine qui est déclarée « institution d'importance nationale ». Mitchourine se voit accorder une pension viagère et reçoit en outre les plus hautes distinctions honorifiques : en 1925, à l'occasion du 50e anniversaire de ses travaux, il reçoit l'ordre du Drapeau rouge du Travail pour l'ensemble de son œuvre ; le 7 juin 1931, il est décoré de l'ordre de Lénine.
En 1927, I. Gorchkov et le cinéaste B. Svetozarov tournent le film Le Sud à Tambov.
En 1928, l'Union soviétique crée un centre de recherche génétique inspiré du verger de Mitchourine, le laboratoire central de génétique Mitchourine en 1934. En 1929 une école de sélection est créée à côté de la station de génétique elle-même désormais nommée Station de Génétique et de Sélection des cultures fruitières. Malgré son grand âge, Mitchourine dirige la Station de Génétique et de Sélection des cultures fruitières. En cette qualité, il organise des expéditions botaniques en URSS. En 1935 la pépinière de Mitchourine est réorganisée sous l’appellation de Laboratoire central de Génétique de l'Académie d'Agriculture de l'URSS. Tombé malade en février 1935, Mitchourine décède en juin suivant. Dans l’Izvestia du 21 juillet 1935 paraît un article sur Mitchourine, examiné par le secrétariat d’État américain, concernant l'introduction de la pomme Golden Delicious.
Le 18 mai 1932, le Présidium du Comité exécutif central de l'U.R.S.S décide de rebaptiser la ville de Kozlov en Mitchourinsk ; c'est là que meurt Mitchourine dans son lit en 1935.

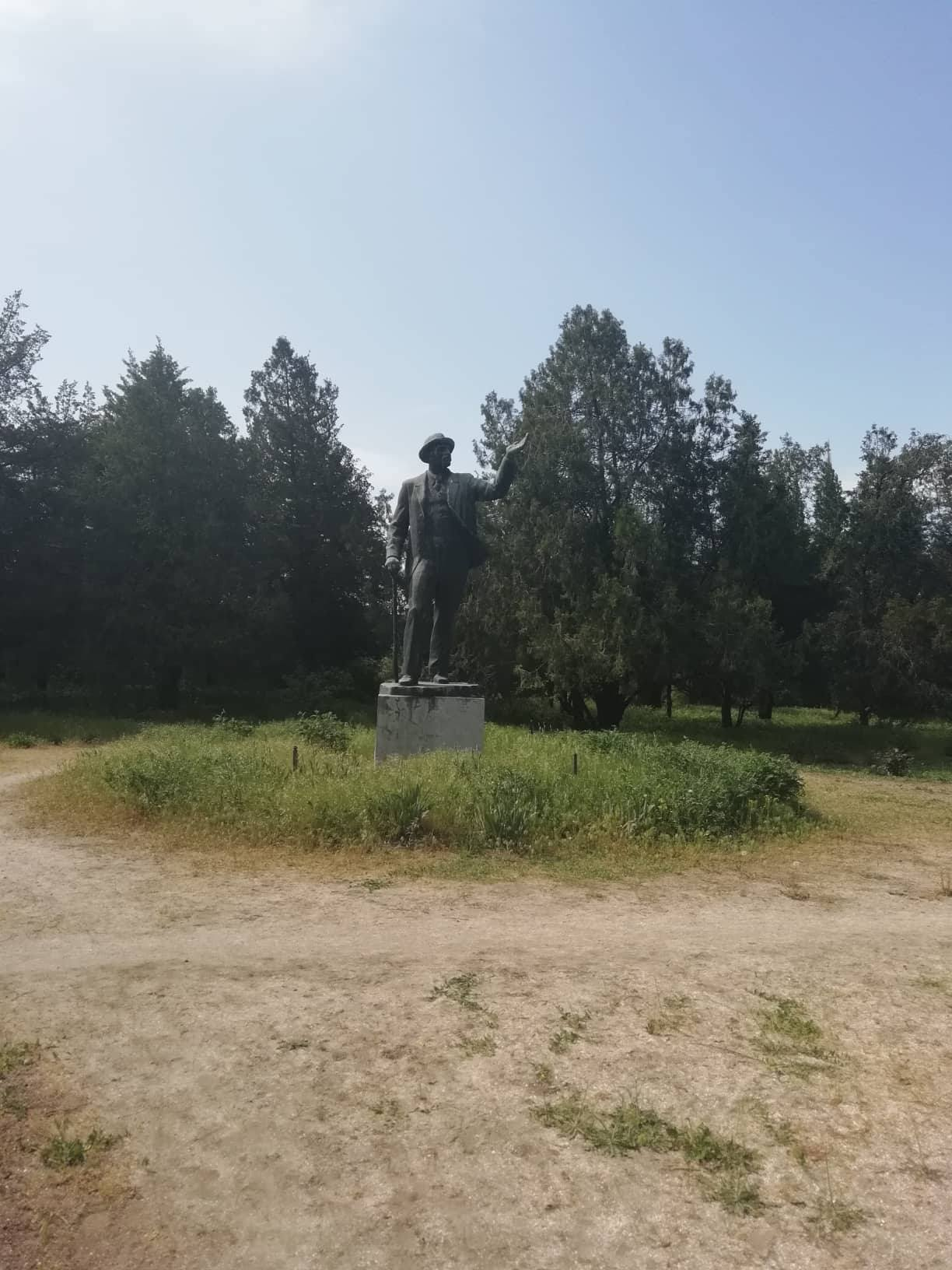
Monument à son effigie à Melitopol.

## Contexte historique
L'action de Mitchourine se déploie sur fond de bouleversements politiques et économiques.
Il y a d'abord la révolution de 1905. Les réformes agricoles de Piotr Stolypine entre 1905 et 1911 incitent à la création de grandes exploitations agricoles, mais cette politique prend fin pendant la Première Guerre mondiale.
Issu de la révolution de février 1917, le gouvernement provisoire russe reste attentiste sur la question agraire malgré ses promesses de redistribution des terres. Les paysans commencent à se retourner contre le nouveau régime et s'organisent en une puissante force d'opposition.
Après la révolution d'Octobre, pendant la période du « communisme de guerre » se met en place la politique de prodrazvyorstka qui impose des réquisitions en nature afin de nourrir la population urbaine et le personnel militaire. Initialement la prodrazvyorstka s'appliquait uniquement aux céréales et au fourrages ; elle est étendue à tous les produits agricoles à la fin de 1920.
Lorsque la guerre civile russe prend fin, la prodrazvyorstka est remplacée par la Nouvelle politique économique (NEP) et plus spécifiquement par la politique de la prodnalog. La prodnalog est une taxe progressive en nature, mise en place en mars 1921 sur les produits agricoles. Cette taxe, déterminée par rapport à la production locale et à la richesse des exploitations taxées dans le but d'encourager les petites exploitations, est remplacée en 1923 par diverses autres taxes.
Dans les années 1920 cependant, le pouvoir commence à se pencher sur l'idée d'agriculture collective. Bien que la montée des inégalités reste lente pendant la NEP, les bolcheviks commencent à mettre sévèrement en cause les koulaks, des exploitants agricoles  « riches » ayant un ou plusieurs salariés pour exploiter leurs parcelles et qui ne représentent que 1 pour cent de la population active agricole.
Fin 1929 le pouvoir soviétique appelle à la collectivisation. En réalité, une industrialisation à outrance est mise en œuvre réduisant ainsi la paysannerie et désertifiant les campagnes. Des famines touchent, diversement, l'ensemble de l'Union des républiques socialistes soviétiques (URSS) dans les années 1931-1933.

## Travaux et postérité de son œuvre
Mitchourine fut surtout un homme de terrain. La doctrine « mitchourinienne » conteste les théories génétiques de Gregor Mendel. En fait, la théorie de Mitchourine sur l'influence de l'environnement sur l'hérédité est une variante du lamarckisme. Mitchourine prétend que la nature des plantes et de tous les organismes, y compris l'homme, dépend « à 90 % » de leur environnement (et qu'elle est donc modifiable) et à seulement 10 % de leur patrimoine génétique. Ses théories s'intéressent donc à ce qu'on appelle aujourd'hui l'épigénétique.

### Sélection
Mitchourine fut l'un des pères fondateurs de la sélection dans l'agriculture scientifique. Il travaille sur le croisement de plantes de différentes origines, l'évaluation et la sélection des semis et l'accélération du processus de sélection grâce à des facteurs physiques et chimiques.
L'URSS commence à cultiver les hybrides de pomme, poire, cerise et sorbier de Mitchourine en diffusant ses techniques dans les sovkhozes et kolkhozes du pays.
Mitchourine apporte une contribution majeure dans le domaine de la pomologie en étant le premier à cultiver des hybrides de raisin, d'abricots et d'autres plantes de zones tempérées sous des climats froids du Nord. Pendant toute sa vie, Mitchourine travaille à créer plus de 300 nouvelles variétés de fruits.
La méthode de croisement de plantes géographiquement éloignées de Mitchourine est ensuite beaucoup utilisée par d'autres sélectionneurs.
En 1931 cependant, une seule des variétés créées par Mitchourine est retenue pour être certifiée par les autorités soviétiques.
Mitchourine propose également des solutions pour outrepasser les barrières génétiques d'incompatibilité d'hybridation, tel que la pollinisation de jeunes hybrides lors de leur première  floraison ou la pollinisation avec un mélange de différentes sortes de pollen.
Il considérait que la tâche d'un sélectionneur était d'assister et d'améliorer la sélection naturelle. Sa devise, célèbre en URSS était : Nous ne pouvons attendre de bienfaits de la nature ; notre devoir est de les lui arracher . Pour cette raison, il était considéré en URSS comme le seul vrai disciple du darwinisme.
En 2008 un rapport commun de l'Institut Lituanien de l'Horticulture et de l'Université Lituanienne d'Agriculture souligne l'intérêt des cultivars issus des travaux de Mitchourine et de ses « disciples »  (I. S. Gorshkov, S. F. Chernenko, S. I. Isaev, S. P. Kedrin ) comme source d'autres cultivars ; à l'inverse, après avoir présenté Mitchourine comme obtenteur dont la réputation mythique excède de loin les apports réels, un article publié en 2022 remarque qu'aucune des variétés qu'il a créées n'a apporté de progrès significatif à l'agriculture, ni n'est encore cultivée de nos jours.   
Il a sélectionné une variété de groseillier à maquereau Shtambooii réputée résistante au mildiou. Le cultivar de Kiwaï Ananasnaya qu'il a développé fut importé en Amérique.

### Génétique
Dans son laboratoire de cytogénétique, il étudie la structure des cellules et fait des expériences de polyploïdie artificielle. Mitchourine étudie les aspects de l'hérédité, son rapport avec le cours naturel de l'ontogénèse et les influences externes, créant un nouveau concept de prédominance. Il tente de prouver que la prédominance dépend de l'hérédité, l'ontogénèse et la phylogenèse de la structure initiale des cellules, des particularités individuelles des hybrides et des conditions de culture. Mitchourine envisage également la possibilité de modifier le génotype sous une influence externe. Ses théories sont reprises quelques années plus tard par Lyssenko.
L'argumentation de Mitchourine repose sur l'existence, par lui affirmée, d'hybrides végétatifs, qu'il dit pouvoir produire par un processus qu'il baptise du « mentor ». L'existence de ces hybrides, du moins compris comme distincts des hybrides naturels, fut, et reste, quasi unanimement contestée.

### Une œuvre idéologiquement associée à Lyssenko
Le mitchourinisme est l’appellation que Lyssenko lui-même donne à sa doctrine. Pendant la campagne de lyssenkisme, Mitchourine est promu comme un des leaders soviétiques de la théorie de l'évolution. La propagande met en avant l'avance de « la biologie productive soviétique mitchouriniste » (мичуринская биология) sur la génétique capitaliste « sans fruit » de Weismann-Morgan-Mendel.

« En général l'influence de tous les facteurs extérieurs sur la structure de l'organisme des hybrides est si puissante que la plupart du temps elle domine sur les facteurs de la transmission héréditaire des qualités et propriétés des plantes génitrices. En particulier, cette influence s'exerce fortement sur la plante-mère lorsque se forment dans la structure des graines les embryons du futur organisme hybride, et sur l'hybride obtenu, au tout premier stade de son développement, en favorisant certains caractères héréditaires et en empêchant les autres de se manifester. Presque toujours c'est uniquement d'une influence de ce genre que dépend le succès plus ou moins grand du croisement des plantes. »

— Œuvres choisies
Une étude attentive de la littérature montre cependant qu'il existe des différences significatives entre les travaux de Lyssenko et ceux de Mitchourine. Dans des écrits, publiés à titre posthume, Mitchourine écrit qu'il ne nie pas les apports des lois de Mendel mais qu'il en conteste la pleine validité dans le domaine de l'arboriculture fruitière où il demande que ces conceptions soient amendées et complétées.
Mitchourine a une vision très politisée de la science, il écrit par exemple « C'est uniquement sur la base de la doctrine de Marx, d'Engels, de Lénine et de Staline qu'on peut réorganiser entièrement la science. »
En France l’Association des amis de Mitchourine, créée fin 1950, se fait promotrice des théories de Lyssenko. Cette association édite une revue Les Amis de Mitchourine qui devient Mitchourinisme. L'un de ses porte-parole est Claude-Charles Mathon.
Au Japon le mitchourinisme reçoit un important accueil avant de connaître une désaffection après 1957.